# Okres Reutte
Okres Reutte je okres v rakouské spolkové zemi Tyrolsko. Má rozlohu 1236,82 km² a žije zde 31 687 obyvatel (k 1. 1. 2011). Sídlem okresu je městys Reutte. Okres se dále člení na 37 obcí (z toho jedno město a jeden městys).

## Města a obce

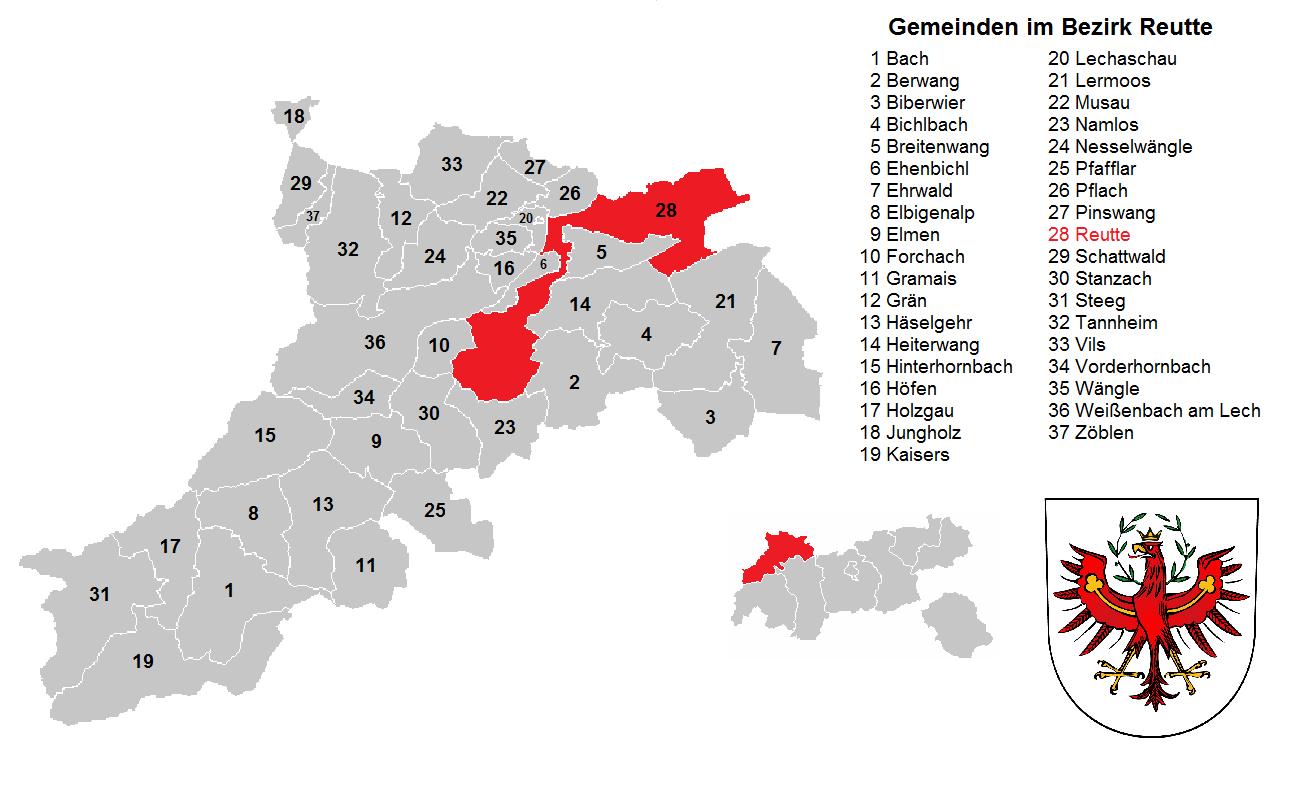
Obce v okrese Reutte

| Město: - Vils Městys: - Reutte Obce: - Bach - Berwang - Biberwier - Bichlbach - Breitenwang - Ehenbichl - Ehrwald - Elbigenalp - Elmen - Forchach - Grän - Gramais - Häselgehr - Heiterwang - Hinterhornbach | - Höfen - Holzgau - Jungholz - Kaisers - Lechaschau - Lermoos - Musau - Namlos - Nesselwängle - Pfafflar - Pflach - Pinswang - Schattwald - Stanzach - Steeg - Tannheim - Vorderhornbach - Wängle - Weißenbach am Lech - Zöblen |